# ليلة القبض على فاطمة (فلم)
ليلة القبض على فاطمة فيلم مصري تم إنتاجه عام 1984، من إخراج هنري بركات وبطولة فاتن حمامة وشكري سرحان وصلاح قابيل، وهو آخر فيلم يجمع بين فاتن حمامة والمخرج هنري بركات.

## قصة الفيلم
يقوم جلال بإرسال مندوبين من مستشفى الأمراض العقلية إلى بورسعيد للقبض على شقيقته فاطمة مستغلاً منصبه السياسي متهماً إياها بالجنون. تهرب فاطمة من المندوبين إلى سور سطح المنزل وتهدد بإلقاء نفسها إذا اقترب أحد منها ثم تحكى قصتها إلى الجمع الحاشد من حولها، وذكرت توليها تربية شقيقها جلال وأختها نفيسة بعد وفاة والديها، وضحت بخطبتها للصياد سيد الذي سافر للخارج، وفضلت عملها في حياكة الملابس ليستكمل جلال دراسته. ثم تتحسن أحواله المالية نتيجة أعمال مشبوهة لهُ مع الجيش الإنجليزي عام 1956. ويصبح من كبار الأثرياء ويمنع زواج أخته فاطمة من الصياد سيد بإدخاله السجن في قضية ملفقة بعد عودته من سفرهِ من خارج مصر ولقد كانت فاطمة قد ساعدت الفدائيين بدلاً منهُ في بورسعيد ونسبت البطولة لأخيها جلال. مما ساعدهُ في الوصول إلى منصبهِ بالأمانة العامة للاتحاد القومى. ثم تصل حقيقة جلال إلى المسؤولين ويقبض عليهِ، ويفرج عن فاطمة من حجر المستشفى وتعود إلى أهلها في بورسعيد.

## فريق العمل

### بطولة
| - فاتن حمامة: فاطمة - شكري سرحان: سيد - صلاح قابيل: جلال طاهر - محسن محي الدين: جلال (شاب) - ليلى فهمي: زوجة حبشي - علي الشريف: حبشي - نعيمة الصغير: أم روحية - محمد رضا: ضيف الفيلم | - وفيق فهمي:بسطاوى - أحمد حافظ:مخبر - قاسم الدالي:مخبر - عثمان عبد المنعم - نبيلة حسن:نفيسة - محمد الشرقاوي - عزت عبدالجواد:عرفة | - مختار السيد - حسين عرابى - نهاد رامي:الظابط جون - حسين الشريف:ظابط البوليس - بدرية عبد الجواد:أم فاطمة - محمد أبو حشيش:بسيوني أفندي - سيد حاتم | - سامح سعيد: طفل - نيفين: طفلة - نور عبد الحليم: طفلة - ممدوح درويش:الصحفي عبود - عبد الوهاب الحريري - سناء سليمان - فوزي الجمل |

### إداريون
| - سكينة فؤاد: قصة - هنري بركات: سيناريو - عبد الرحمن فهمي: حوار - إيناس الدغيدي:مساعد مخرج أول - عبد الحليم النحاس:سكريبت - يعيش الليثي:فوتوغرافيا - فوزي إبراهيم:مصور - محمد بكر:فوتوغرافيا - حمدي أحمد:ماكياج | - سامية إمام:مساعد - مايكل:كوافير - مارسيل صالح:مونتاج نيجاتيف - ميرفت صبري:مركبة الفيلم - انسي أبو سيف:مهندس الديكور - ماجدة السعيد:منفذة الديكور - حسين الشريف:منسق المناظر - عبد العزيز علي:مدير الإنتاج | - جلال زهرة:ريجيسير - عبد العزيز عمارة:مسجل الحوار - مصطفى كامل - إبراهيم طاهر - محمد سليم:م. صوت - شركة مصر للأستديوهات:الطبع والتحميض - سعد عبد الرحمن:مدير عام المعامل - صلاح عبد الحليم:مدير معمل مدينة السينما - ماجد موسي:تصحيح الألوان - جميل عزيز:مهندس الصوت | - عمر خيرت:الألحان والموسيقى التصويرية - أفلام صوت الفن:التوزيع الداخلي - شافعي فيديو فيلم:توزيع الفيديو كاسيت - شركة تراتيل العالمية:التوزيع الخارجي - عنايات السايس:مونتير - محسن علم الدين:المنتج المنفذ - وحيد فريد:مدير التصوير - هنري بركات: إخراج |

## روابط خارجية
- مقالات تستعمل روابط فنية بلا صلة مع ويكي بيانات